# Наэ
На́э (нем. Nahe, лат. Nava) — река в Германии длиной 125 км, левый приток Рейна.
В месте истока, в округе Нофельден, высота над уровнем моря — 459 метров, в месте впадения в Рейн — 79 метров. Перепад высот между истоком и устьем — 380 метров. Площадь бассейна реки составляет 4,067 км². На берегах реки много виноградников, составляющих винодельческий регион Наэ.
Река берёт исток в лесной местности округа Нофельден-Зембах, в земле Саар, к северо-западу от города Нофельден. Река является водоразделом между горным массивом Хунсрюк и Северо-Пфальцским нагорьем (Nordpfälzer Bergland). Наэ протекает по территории немецких федеральных земель Саар и Рейнланд-Пфальц. Впадает в Рейн у города Бинген-на-Рейне.
Правые притоки Наэ: реки Глан, Альзенц, Аппельбах, Висбах; левые её притоки: реки Ханенбах, Бос, Идарбах, Траунбах, Финебах и другие.
На реке Наэ расположены города: Идар-Оберштайн, Бад-Кройцнах, Бинген-на-Рейне, Биркенфельд, Кирн, Бад-Зобернхайм, Бад-Мюнстер-на-Штайн-Эбернбурге, Бос (Наэ), Мюнстер-Зармсхайм, Гензинген, Мерксхайм, Штаудернхайм, Монцинген, Ноэн и другие.
На реке находятся несколько водохранилищ и плотин (например, у города Идар-Оберштайн), регулирующих уровень воды в Наэ.
Название реки — кельтского происхождения и, по некоторым предположениям, может быть этимологизировано как «дикая вода».